# Élections locales écossaises de 2017 à Argyll and Bute
Pour un article plus général, voir Élections locales écossaises de 2017.

Les élections locales écossaises de 2017 à Argyll and Bute se sont tenues le 4 mai 2017.

## Composition du conseil
Majorité absolue : 19 sièges
| Parti               | Sièges  |
| ------------------- | ------- |
| SNP                 | 11 / 36 |
| Indépendant         | 10 / 36 |
| Conservateur        | 9 / 36  |
| Libéraux-démocrates | 6 / 36  |